# Хатын-Сысы
Хаты́н-Сысы́ (якут. Хатыҥ Сыһыы) — село в Нюрбинском районе Республики Саха (Якутия) России. Административный центр Таркайинского наслега.

## География
Село находится в западной части Якутии, в пределах восточной части Верхневилюйского плато, на юго-восточном берегу озера Муосаны, к северу от реки Марха, на расстоянии примерно 40 км (по прямой) к северо-востоку от города Нюрба, административного центра района. Абсолютная высота — 116 м над уровнем моря.
Климат
Климат характеризуется как резко континентальный, с продолжительной морозной зимой и жарким летом. Абсолютный минимум температуры воздуха самого холодного месяца (января) составляет −61 °C; абсолютный максимум самого тёплого месяца (июля) — 40 °C. Среднегодовое количество атмосферных осадков составляет 260—280 мм. Снежный покров держится в течение 210—225 дней в году.
Часовой пояс
Село Хатын-Сысы находится в часовой зоне МСК+6. Смещение применяемого времени относительно UTC составляет +9:00.

## Население
| 2002 | 2010 | 2021 |
| ---- | ---- | ---- |
| 789  | ↗803 | ↘635 |

Половой состав
По данным Всероссийской переписи населения 2010 года, в гендерной структуре населения мужчины составляли 50,6 %, женщины — соответственно 49,4 %.
Национальный состав
Согласно результатам переписи 2002 года, в национальной структуре населения якуты составляли 86 % из 789 чел.

## Улицы
| - ул. Братьев Алексеевых, - ул. Доры Жирковой, - ул. Лесная, - пер. Лесной, - ул. Механизаторов, | - ул. Молодёжная, - ул. Озёрная, - ул. Октябрьская, - ул. Советская, - ул. Юбилейная. |

## Инфраструктура
В селе действуют средняя общеобразовательная школа им. К.Д. Уткина, детский сад, участковая больница, культурный центр и библиотека.